# Румена Бужаровска
Румена Бужаровска (на македонска литературна норма: Румена Бужаровска) е северномакедонска преводачка и писателка на произведения в жанра драма.

## Биография и творчество
Родена е през 1981 г. в Скопие, СФР Югославия (днес Северна Македония). Чете много от дете. Завършва гимназия в САЩ, където се запознава с модерната и съвременна американска литература, която оказва влияние на творчеството ѝ. Насочва се към писането докато учи.
Следва филология в катедра „Обща и сравнителна литература“ на Филологическия факултет „Блаже Конески“ на Скопския университет Св. св. Кирил и Методий“, където получава магистърска и докторска степен.
След дипломирането си преподава американска литература във Филологическия факултет на университета.
Прави преводи от английски език на македонски литературен език на творби на Труман Капоти, Дж. М. Кутси, Луис Карол, Чарлс Буковски (в антологията „Американски авангардни поети“) и Ричард Гуин. Редакторка е на литературното онлайн списание „Блесок“.
Първият ѝ разказ е публикуван в списание „Маргина“ през 2005 г. През 2006 г. е стипендиант на „КултурКонракт“ във Виена, където пребивава един месец в Международната къща на авторите, а нейните разкази са публикувани на немски език в списанията „Манускрипте“, „Острагехеге“ и „Лихтунген“.
Първият ѝ сборник с разкази „Чкртки“ (Драсканици) е публикуван през 2007 г. Следват сборниците ѝ с разкази „Осмица“, „Мој муж“ и „Никуда не идем“.
В книгата си „Мој муж“ (Моят съпруг), под формата на диалози със съпруга си, излага своите страхове, тъмни тайни, непозволени копнежи, интимни разочарования, ролята на домакиня, които са поставени в ежедневието и разказани на прост език, с хумор и тъга. По книгата е направена пиеса представена в Скопския драматичен театър през 2020 г.
През 2016 г. е избрана за един от най-интересните писатели в Европа (Десет нови гласа на Европа) в рамките на платформата „Литеръри Юръп Лайв“. Носителка е на хърватската регионална награда за къса проза „Едо Будиша“. През 2018 г. участва в Международната програма за писатели в университета в Айова. Тя е един от организаторите и инициаторите за създаването на платформата „ПичПрич“ – вечери за разказване на женски истории и води радиопредаване със същото име.

## Произведения

### Сборници
- Чкртки : Раскази за срамот, стравот и неудобноста (2007)
- Осмица (2010) – разкази
- Мој муж (2014) – разкази
- Никуда не идем (2018) – разкази

### Документалистика
- О смешном : Теорије хумора кроз призме кратке приче (2012) – проучване за хумора в съвременните македонски и американски разкази

### Преводи
- „Ладнокрвно Убиство“ – на Труман Капоти
- „Животот и времињата на Мајкл К и Срамота“ – на Дж. М. Кутси
- „Алиса во светот на огледалото“ – на Луис Карол
- „Бојата на песот што бега„ – на Ричард Гвин